# Johan Arfwedson
Johan August Arfwedson (12. siječnja 1792. – 28. listopada 1841.) bio je švedski kemičar koji je otkrio kemijski element litij, izolirajući ga kao sol.

## Životopis
Arfwedson je pripadao bogatoj obitelji srednje klase, kao sin trgovca na veliko i vlasnika tvornice Jacoba Arfwedsona i njegove supruge, Anne Elisabeth Holtermann. Mlađi Arfwedson se, 1803., registrirao kao student na Sveučilištu u Uppsali (u to je vrijeme registriranje u mlađoj dobi bilo uobičajeno za aristokratske i bogate studente), gdje je 1809. diplomirao pravo, a 1812. mineralogiju. Sljedeće je godine dobio neplaćeno mjesto u Kraljevskoj komisiji za rudnike, gdje je, 1814., bio unaprijeđen na mjesto notara (još uvijek bez plaće).
U Stockholmu je Arfwedson poznavao Jönsa Jakoba Berzeliusa te je dobio pristup njegovom privatnom laboratoriju, gdje je 1817., tijekom analize minerala petalita, otkrio kemijski element litij. Metodu za izolaciju litija otkrit će drugi.
Arfwedson je između 1818. i 1819. bio na proputovanju Europom, djelomično i u društvu Berzeliusa. Nakon povratka kući, Arfwedson je izgradio vlastiti laboratorij na svome zemljištu. Većinu preostalog života potrošio upravljajući i umnožavajući naslijeđenu imovinu.
Svojim je radom utjecao na kemičara Jönsa Jakoba Berzeliusa.
Kao član Švedske kraljevske akademije znanosti bio je izabran 1821. godine.
Njemu u čast nazvan je rijetki mineral arfvedsonit. 